# UB40
Gli UB40 sono un gruppo musicale britannico formatosi a Birmingham nel dicembre 1977.
Durante la carriera il gruppo ha venduto oltre 70 milioni di dischi
e piazzato oltre 50 singoli all'interno della Official Singles Chart.

## Storia del gruppo
Il nome del gruppo è ispirato al numero del modulo del sussidio di disoccupazione inglese (UB40 acronimo di Unemployment Benefit, Form 40) nella Birmingham della seconda metà degli anni '70, fortemente segnata dalla deindustrializzazione.
La band fu fondata dai fratelli Alistair (Ali) e Robin Campbell, figli del cantante folk Ian Campbell. Il loro stile musicale è una combinazione di musica pop, Reggae e Rock, con un ampio utilizzo di percussioni, sintetizzatori e sonorità vocali.
Il loro primo singolo King/Food For Thought fu 5° nella Top 5 U.K. hits. I singoli Red Red Wine  e Kingstown Town raggiunsero il primo posto nella Hit Parade inglese nel 1983 e nel 1989, mentre la loro cover di Can't Help Falling in Love riuscì a rimanere in vetta a quella statunitense per sette settimane nel 1993.

## Formazione
- Ali Campbell - voce, chitarra  (fino al 2008)
- Robin Campbell - chitarra, voce
- Earl Falconer - basso
- Jim Brown - batteria, percussioni, voce
- Brian Travers - sassofono
- Norman Hassan - percussioni
- Jimmy Lynn - tastiere
- Terence Wilson "Astro" - voce
- Yomi Babayemi - percussioni
- Michael Virtue - tastiere

### Altri componenti
- Patrick Tenyue - tromba (1983-1994)
- Henry Tenyue - trombone (1983-1994)
- Martin Meredith - sassofono (1997-presente)
- Laurence Parry - tromba, flicorno, trombone (1995-presente)

## Discografia

### Album in studio
- 1980 - Signing Off
- 1981 - Present Arms
- 1981 - Present Arms in Dub
- 1982 - UB44
- 1983 - Labour of Love
- 1984 - Geffery Morgan
- 1985 - Baggariddim
- 1985 - Little Baggariddim
- 1986 - Rat in the Kitchen
- 1988 - UB40
- 1989 - Labour of Love II
- 1993 - Promises and Lies
- 1997 - Guns in the Ghetto
- 1998 - UB40 Present the Dancehall Album
- 1998 - Labour of Love III
- 2001 - Cover Up
- 2002 - UB40 Present the Fathers of Reggae
- 2003 - Homegrown
- 2005 - Who You Fighting For?
- 2008 - TwentyFourSeven
- 2009 - Labour of Love IV
- 2013 - Getting Over the Storm
- 2018 - A Real Labour of Love
- 2019 - For the Many
- 2021 - Bigga Baggariddim

### Live
- 1983 - UB40 Live
- 1987 - UB40 CCCP: Live in Moscow

### Raccolte
- 1982 - The Singles Album
- 1983 - More UB40 Music
- 1985 - The UB40 File
- 1987 - The Best of UB40 - Volume One
- 1995 - The Best of UB40 - Volume Two
- 2000 - The Very Best of UB40

### Singoli
- 1980 - King/Food For Thought
- 1980 - My Way Of Thinking/I Think It's Going To Rain Today
- 1980 - The Earth Dies Screaming/Dream A Lie
- 1981 - Don't Let It Pass You By/Don't Slow Down
- 1981 - One In Ten
- 1982 - I Won't Close My Eyes
- 1982 - Love Is All Is All Right
- 1982 - So Here I Am
- 1983 - I've Got Mine
- 1983 - Red Red Wine
- 1983 - Please Don't Make Me Cry
- 1983 - Many Rivers To Cross
- 1984 - Cherry Oh Baby
- 1984 - If It Happens Again
- 1984 - Riddle Me
- 1985 - I'm Not Fooled/The Pillow
- 1985 - I Got You Babe (con Chrissie Hynde)
- 1985 - Don't Break My Heart
- 1986 - Sing Our Own Song
- 1986 - All I Want To Do
- 1987 - Rat In Mi Kitchen
- 1987 - Watchdogs
- 1987 - Maybe Tomorrow
- 1988 - Reckless (con Afrika Bambaataa)
- 1988 - Where Did I Go Wrong
- 1988 - Red Red Wine (ristampa U.S.)
- 1988 - Breakfast In Bed (con Chrissie Hynde)
- 1988 - Come Out To Play
- 1989 - I Would Do For You
- 1989 - Homely Girl
- 1989 - Kingston Town
- 1990 - Wear You To The Ball
- 1990 - I'll Be Your Baby Tonight (con Robert Palmer)
- 1990 - Impossible Love
- 1991 - The Way You Do the Things You Do
- 1991 - Here I Am (Come and Take Me)
- 1991 - Groovin'
- 1992 - One In Ten (remix by 808 State)
- 1993 - (I Can't Help) Falling In Love With You
- 1993 - Higher Ground
- 1993 - Bring Me Your Cup
- 1994 - C'est La Vie
- 1994 - Reggae Music
- 1995 - Until My Dying Day
- 1997 - Tell Me Is It True
- 1997 - Always There
- 1998 - Come Back Darling
- 1998 - Holly Holy
- 1999 - The Train Is Coming
- 2000 - Light My Fire
- 2001 - Since I Met You Lady (con Lady Saw)/Sparkle Of My Eyes
- 2002 - Cover Up
- 2003 - Swing Low
- 2005 - Kiss And Say Goodbye
- 2005 - Reasons (con Hunterz e The Dhol Blasters)